# Sun-Yung Alice Chang
Sun-Yung Alice Chang (Xi'an, 24 de marzo de 1948) es una matemática sinoestadounidense especializa en diversas áreas del análisis matemático que van desde el análisis armónico y las ecuaciones en derivadas parciales hasta la geometría diferencial. Dirige la cátedra Eugene Higgins de Matemáticas en la Universidad de Princeton.

## Trayectoria
Chang consiguió su titulación en ciencias en 1970 por la Universidad de Taiwán, y se doctoró en 1974 por la Universidad de California en Berkeley. Allí, Chang escribió su tesis en el estudio de funciones analíticas acotadas. Se convirtió en profesora titular en la Universidad de California en Los Ángeles (UCLA) en 1980, mudándose a Princeton en 1998.
Las investigaciones de Chang incluyen el estudio de tipos geométricos de las ecuaciones diferenciales parciales no lineales y los problemas en la geometría isospectral. Trabajando con su marido Paul Yang y otros investigadores, contribuyó con las ecuaciones diferenciales relacionadas con la geometría y la topología.
Chang da clases en la Universidad de Princeton desde 1998. Antes de este puesto titular, fue profesora invitada en la Universidad de California en Berkeley, en el Institute for Advanced Study en Princeton (New Jersey), y en la Escuela Politécnica Federal de Zúrich, donde impartió clases en 2015.

En 2004, fue entrevistada por Yu Kiang Leong para el libro Creative Minds, Charmed Lives del Instituto de Ciencias Matemáticas de la Universidad Nacional de Singapur junto a otros matemáticos y publicado en 2010, donde Chang declaró:
«En la comunidad matemática, deberíamos dejar sitio para la gente que quiere trabajar a su manera. La investigación en matemáticas no tiene sólo un enfoque científico; la naturaleza de las matemáticas es a veces cercana a la del arte. Algunas personas quieren un carácter individualista y una forma de resolver las cosas individualmente. También deberían ser valorados. Debería haber espacio para la investigación individual y para la investigación colaborativa.»

## Reconocimientos
- Beca de investigación en la Fundación Alfred P. Sloan, entre 1979 y 1981.[8]
- Ponente invitada en el Congreso Internacional de Matemáticos en Berkeley, en 1986.[8]
- Vicepresidenta de la American Mathematical Society, entre 1989 y 1991.[8]
- Premio Ruth Lyttle Satter de Matemáticas concedido por la American Mathematical Society, en 1995.[8]
- Beca Guggenheim, en 1998.[9]
- Ponente principal en el Congreso Internacional de Matemáticos en Beijing, en 2002.[10]
- Miembro de la Academia Estadounidense de las Artes y las Ciencias, en 2008.[11]
- Título honorífico de la Universidad Pierre y Marie Curie, en 2013.[12]
- Miembro de la Academia Nacional de Ciencias de Estados Unidos, en 2009.[13]
- Miembro de la Academia Sinica, en 2012.[14]
- Miembro de la American Mathematical Society, en 2015.[15]

## Publicaciones
- Chang, Sun-Yung A.; Yang, Paul C. Conformal deformation of metrics on {\displaystyle S^{2}}. J. Differential Geom. 27 (1988), no. 2, 259–296.
- Chang, Sun-Yung Alice; Yang, Paul C. Prescribing Gaussian curvature on {\displaystyle S^{2}}. Acta Math. 159 (1987), no. 3-4, 215–259.
- Chang, Sun-Yung A.; Yang, Paul C. Extremal metrics of zeta function determinants on 4-manifolds. Ann. of Math. (2) 142 (1995), no. 1, 171–212.
- Chang, Sun-Yung A.; Gursky, Matthew J.; Yang, Paul C. The scalar curvature equation on 2- and 3-spheres. Calc. Var. Partial Differential Equations 1 (1993), no. 2, 205–229.
- Chang, Sun-Yung A.; Gursky, Matthew J.; Yang, Paul C. An equation of Monge-Ampère type in conformal geometry, and four-manifolds of positive Ricci curvature. Ann. of Math. (2) 155 (2002), no. 3, 709–787.
- Chang, S.-Y. A.; Wilson, J. M.; Wolff, T. H. Some weighted norm inequalities concerning the Schrödinger operators. Comment. Math. Helv. 60 (1985), no. 2, 217–246.
- Carleson, Lennart; Chang, Sun-Yung A. On the existence of an extremal function for an inequality of J. Moser. Bull. Sci. Math. (2) 110 (1986), no. 2, 113–127.
- Chang, Sun-Yung A.; Fefferman, Robert Some recent developments in Fourier analysis and {\displaystyle H^{p}}-theory on product domains. Bull. Amer. Math. Soc. (N.S.) 12 (1985), no. 1, 1–43.
- Chang, Sun-Yung A.; Fefferman, Robert A continuous version of duality of {\displaystyle H^{1}} with BMO on the bidisc. Ann. of Math. (2) 112 (1980), no. 1, 179–201.